# Oskar Kilian
Georg Jakob Oskar Kilian (* 30. Juni 1860 in Berlin; † 23. April 1938 ebenda) war ein Schriftsteller und Chefredakteur. 1900 leitete er die Redaktion der Märkischen Radfahrer-Zeitung und 1908 die Redaktion im Rad- und Auto-Verlag.

## Leben
Der Sohn des Schneidermeisters Gottlieb Kilian war Kaufmann von Beruf, als er 1890 in erster Ehe die Tochter eines Fotografen heiratete. In zweiter Ehe heiratete Oskar Kilian am 30. Oktober 1902 die Malerin Hulda Dreiling.
Oskar Kilian hatte seinen Wohnsitz und seine Redaktionsanschrift im Jahr 1900 in Berlin NW. 5, Stephanstraße 25 und ab 1906 in Berlin SW. 48, Wilhelmstraße 15. Unter dieser Adresse firmierten nacheinander auch das Zentralblatt für Automobil- und Radfahrwesen und die Zeitschrift für Verkehr und Sport „Rad und Auto“ sowie ab 1908 der Deutsche Radfahrer-Bund, Gau 20 Berlin.

## Werke
- Reihe: Radler-Streifzüge durch die Mark Brandenburg. Verlag von Max Rockenstein, Berlin, ca. 1898, Zentral- und Landesbibliothek Berlin, Digitale Landesbibliothek Berlin.
- Radler-Streifzüge durch die Mark Brandenburg: II. Durch die Märkische Schweiz. Verlag von Max Rockenstein, 1898, Durch die Märkische Schweiz.
- Taschenbuch für Radfahrer nebst Touren-Verzeichnis für Deutschland und angrenzende Länder unter Mitwirkung von Fach-Autoritäten und der Deutschen Radfahr-Vereine. Max Rockenstein, Berlin 1899, urn:nbn:de:bvb:12-bsb00116196-5
- Nr. 15: Fahrendes. In: Liederbuch des Gau 19 Rostock des Deutschen Radfahrer-Bundes. Rostock 1900 (Wikisource).
- Zwischen Elbe und Oder. Kahlenberg & Günther, Berlin, 1905.
- „Nimm mich mit!“: Handbuch für Rad- und Kraftfahrer. Rad- & Auto-Verlag, Berlin 1908.
- Reihe: Hinaus in die Ferne! Wanderfahrten und Pläne durch das Deutsche Reich für Rad- und Motorradfahrer. Rad und Auto-Verlag, Berlin 1908 (Band 1–6; Band 7/8 für 1909 geplant).[9]
- Rund um Berlin: Festschrift und Programm zur 8. Fernfahrt am 28. Juli 1907, ZLB.
- Sport und Abstinenz. In: Rund um Berlin, 1907 (Wikisource).
- Festschrift zur Fernfahrt Wien-Berlin am 27. u. 28. Juni 1908. Programm d. Radrennen im Sportpark Steglitz am 28. Juni 1908, SBB.
- Verkehrs-Handbuch, für Rad- und Kraftfahrer in Großberlin u. Reg.-Bez. Potsdam. Rad- und Auto-Verlag, Berlin 1909.
- Nr. 6. All Heil, Kam'raden, in: Radler-Lust: Liederbuch für Radfahrer, Druck und Verlag: Rauh & Pohle, Leipzig, (vermutlich) 1922.[10]

Darüber hinaus können Georg Jakob Oskar Kilian vermutlich weitere Werke zugeordnet werden:
- Im Felde: Heitere und ernste Kriegserlebnisse. Zwei Bände. Philipp Reclam jun., Leipzig 1915.[11]
- Sächsische Baukunst: die Deutsche Bücherei in Leipzig. In: Zentralblatt für das deutsche Baugewerbe: offizielles Verkündigungsbl. d. Deutschen Arbeitgeberbundes für das Baugewerbe; Organ d. Verbandes der Baugeschäfte von Berlin, Band 15, 1916, S. 504–510.